# Eothyris parkeyi
Eothyris parkeyi és una espècie extinta de sinàpsid de la família dels eotirídids que visqué durant el Permià inferior (fa entre 279 i 290 milions d'anys) en allò que avui en dia és Nord-amèrica. Se n'han trobat restes fòssils a Texas (Estats Units). Es tracta de l'única espècie del gènere Eothyris. Era un depredador petit i possiblement de dieta insectívora. Igual que Oedaleops, tenia el crani baix i petit (6 cm de llargada) i estava dotat de dues dents caniniformes molt engrandides al maxil·lar superior.